# Gambellara Vin Santo classico
Il Gambellara Vin Santo classico è un vino DOC la cui produzione è consentita nella provincia di Vicenza.

## Caratteristiche organolettiche
- colore: giallo ambrato carico.
- odore: profumo intenso, caratteristico di passito.
- sapore: dolce, armonico, vellutato.

## Produzione
Provincia, stagione, volume in ettolitri
- Vicenza  (1991/92)  883,44
- Vicenza  (1992/93)  374,18
- Vicenza  (1993/94)  39,6
- Vicenza  (1994/95)  34,12
- Vicenza  (1995/96)  36,32
- Vicenza  (1996/97)  88,62